# Clelia (curva)

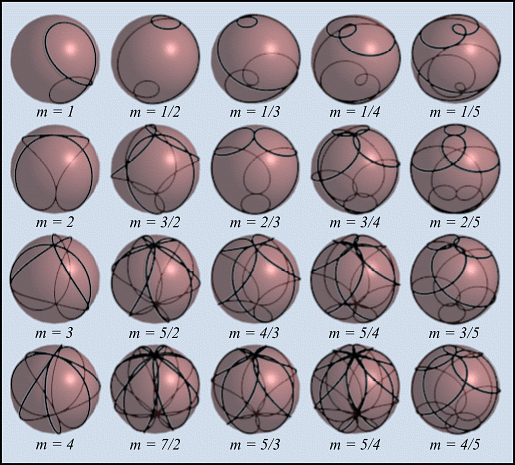
Algunos ejemplos de la curva

En matemáticas, una curva Clelia es un tipo de curva inscrita en una superficie esférica, parametrizada por las ecuaciones siguientes:
{\displaystyle x=a\operatorname {sen}(m\theta )\cos(\theta )}
{\displaystyle y=a\operatorname {sen}(m\theta )\operatorname {sen}(\theta )}
{\displaystyle z=a\cos(m\theta )}
donde {\displaystyle a} es el radio de la esfera y {\displaystyle m\in \mathbb {R} }
Una curva de este tipo está limitada a la superficie de una esfera de radio {\displaystyle a}, hecho que es obvio a partir de las ecuaciones paramétricas de la superficie de una esfera.
Cuando {\displaystyle m=1}, la clelia resultante es una curva de Viviani.
Luigi Guido Grandi denominó así la curva en honor a Clelia Grillo Borromeo.